# 4575 Броман
4575 Броман (4575 Broman) — астероїд головного поясу, відкритий 26 червня 1987 року.
Тіссеранів параметр щодо Юпітера — 3,225.